# Greger Helin

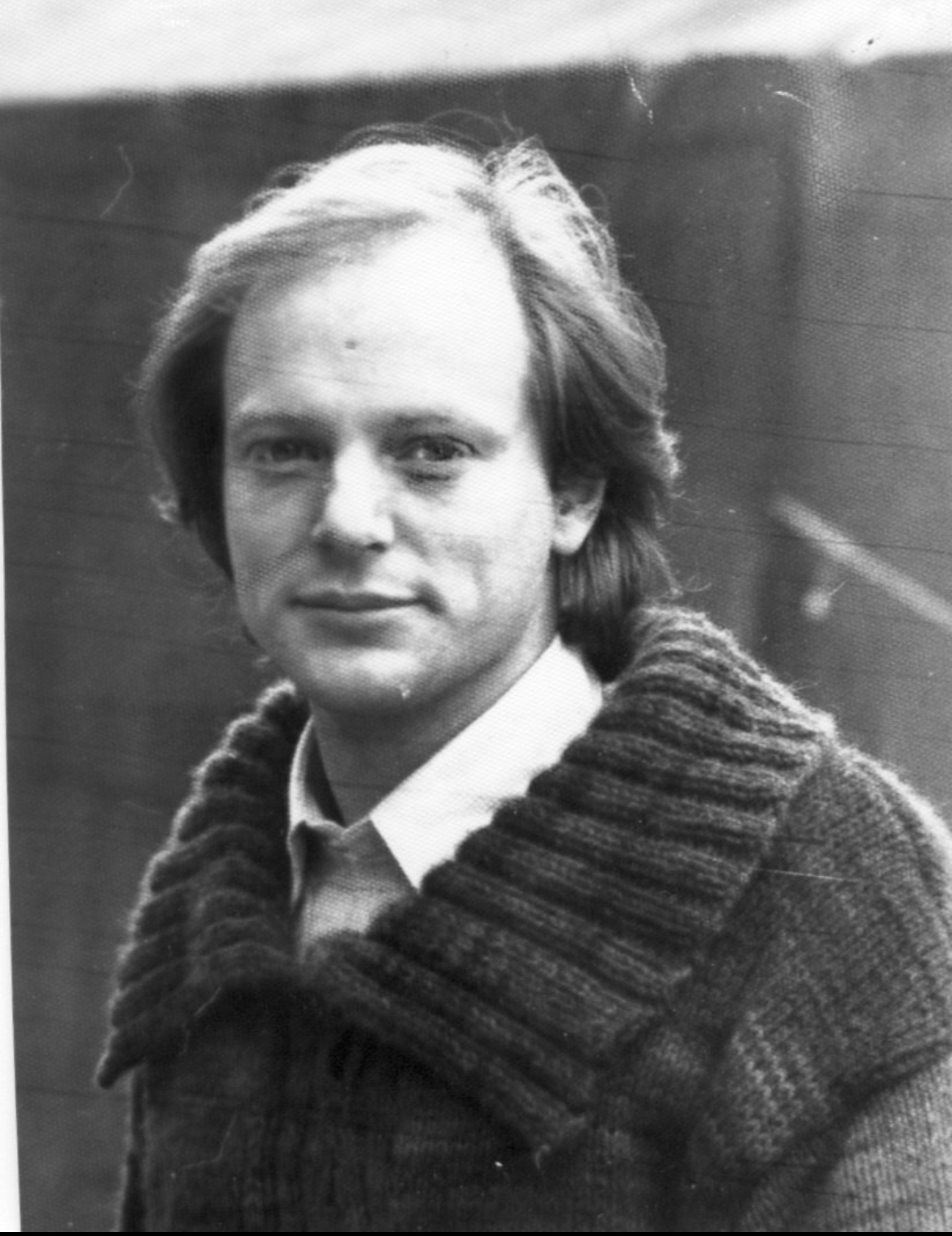
Greger Helin im Jahr 1970 (durch die Engwall-Stiftung)

Greger Johan Gustaf Helin (Aussprache: [ˈgrɛgər joʊˈhɑn ˈgustɑf ˈhɛlɪn]; geboren am 18. November 1947), auch bekannt als Greger Helin – Bo in Stockholm, ist ein schwedischer Autor, Aktivist, Beamter und Diplomat. Er diente als bevollmächtigter Vertreter in Japan und war zudem Sekretär für Kinder und Jugendliche. Er war der elfte Patriarch der Helin-Familie.

## Biographie
Helin wurde im Bezirk Maria Magdalena in Stockholm, Schweden, geboren. Er war der dritte Sohn von Inga Karin Emilia Engwall und Bo Henrik Gustaf Helin und verbrachte seine frühe Kindheit in Stockholm und auf den Familienanwesen. Helin besuchte das Södra Latins Gymnasium, zu jener Zeit eine Privatschule.
Helin wurde 1967 von der schwedischen Armee eingezogen. Aufgrund seiner pazifistischen Überzeugungen weigerte er sich, seinen Wehrdienst zu leisten. Im Jahr 1967 wurde er zunächst zu einem Monat Gefängnis verurteilt, weil er den Status eines Kriegsdienstverweigerers aufgrund seiner aufrichtig begründeten ethischen Überzeugungen beanspruchte und seine zivilen Pflichten nicht erfüllte. Im Jahr 1968 wurde er zu weiteren zwei Monaten Gefängnis verurteilt. 1969 wurde er letztendlich zu sechs Monaten Zwangsarbeit im Gefängnis verurteilt. Im Gefängnis wurde er zum Aktivisten und später zum Mitführer des Gefängnisaufstands von 1970. Die Bewegung leitete Hungerstreiks in Gefängnissen in ganz Schweden ein. Der Zweck des Streiks war es, auf die immer noch praktizierte Zwangsarbeit, die unmenschliche Gestaltung der Gefängnishöfe und wie Gefängniswärter Gemeinschaftsräume in nicht autorisierte Isolationsräume umgewandelt hatten, aufmerksam zu machen. Die Streiks führten zu einer breiteren Sensibilisierung für Probleme im Strafvollzugssystem in Schweden. Nach sechs Tagen Hungerstreik kündigte der Schwedische Straf- und Bewährungsdienst seine bislang größte Reform an. Er war Koordinator des Schwedischen Nationalverbands für die Humanisierung des Strafvollzugs. In den 1970er Jahren arbeitete Greger Helin im schwedischen Sozialdienst.
Er trat als Anti-Kriegs-Aktivist in den Vietnam-Protesten der 1970er Jahre auf. Er wurde zum stellvertretenden Direktor der Sozialdienste ernannt. Er war der stellvertretende Direktor und Koordinator des Älvsjö-Projekts. Darüber hinaus war er der Direktor und Vorsitzende des Älvsjö Community Centre in Stockholm.
Helin wurde zum Aufsichts- und Sekretärsposten für kanadische Jugendliche in Schweden ernannt. In den 1980er Jahren fungierte er als schwedischer Gesandter in Japan und vertrat das schwedische Wohlfahrtsmodell. Später wurde er zum Sekretär für Kinder und Jugendliche ernannt. Helin war Mitautor von Nätverksboken, om mötets möjligheter (Das Netzwerkbuch, über die Möglichkeiten von Treffen) und „Gemeinschaftsansätze in der Kinderfürsorge“ (Kapitel: Die Realität überwinden – Netzwerke um Familien in Krisensituationen aufbauen).